# Hemitriccus minimus
Hemitriccus minimus là một loài chim trong họ Tyrannidae.